# The Artist Is Present

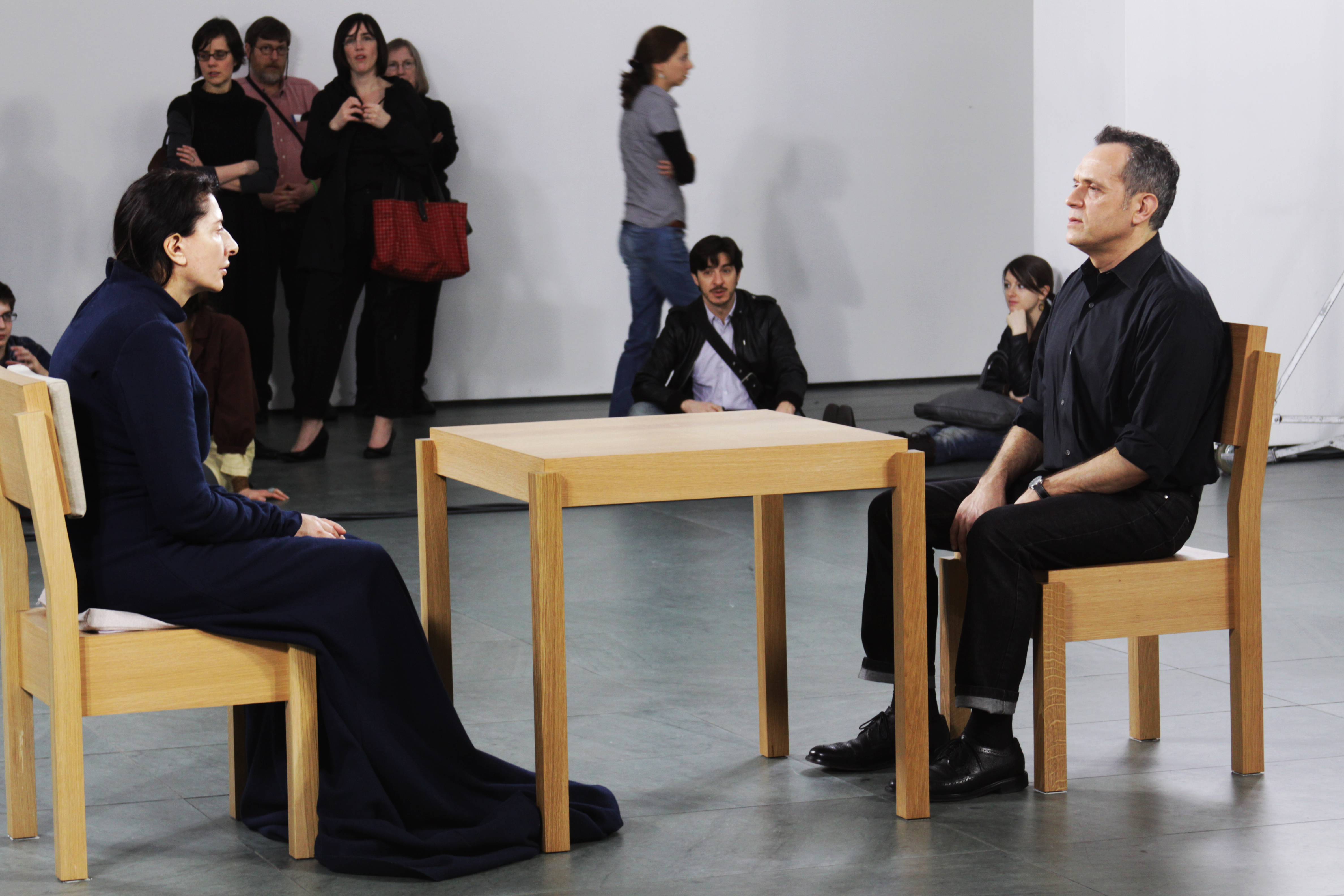
Perfomance The Artist is Present

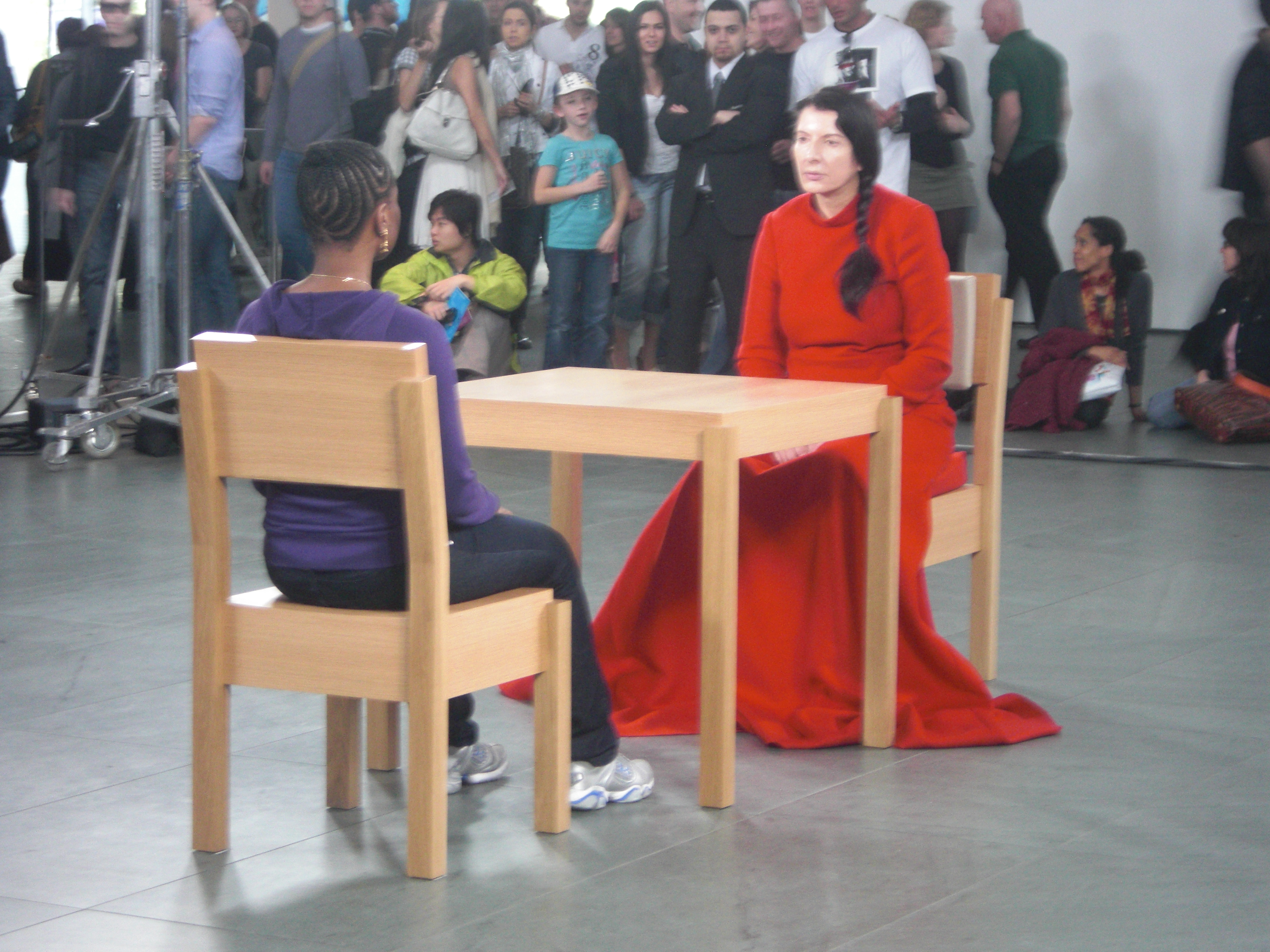
Performance w kwietniu 2010

The Artist Is Present – performance Mariny Abramović, zorganizowany w 2010 w Museum of Modern Art w Nowym Jorku jako część retrospektywnej wystawy artystki. The Artist Is Present trwało od 14 marca do 31 maja 2010 roku i było najdłużej trwającym performancem Abramović, w czasie jego trwania artystka spędziła w bezruchu ok. 700 godzin.
Performance odbywał się w atrium MoMA. Przez sześć dni w tygodniu w godzinach otwarcia muzeum artystka siedziała nieruchomo na krześle ustawionym pośrodku sali. Ubrana była w jedną z trzech długich sukni (białą, niebieską lub czerwoną), zaprojektowanych na tę okazję przez projektanta Givenchy, Roberta Tisci, włosy miała uczesane w prosty warkocz, przerzucony przez lewe ramię. Naprzeciwko artystki znajdowało się krzesło, na którym siadali kolejni widzowie, z którymi nieruchoma artystka w milczeniu wymieniała spojrzenia. Każdy z odwiedzających mógł spędzić z artystką tyle czasu, ile chciał – wskutek czego widzowie siedzieli z Abramović od kilku minut do kilku godzin. Reakcje widzów były zróżnicowane – część z nich płakała, inni próbowali włączyć się z własnym performancem; jeden z widzów zaproponował artystce małżeństwo, inny napluł jej w twarz. Kolejki chętnych do udziału w performance ustawiały się przed muzeum już w nocy. Wśród osób, które odwiedziły wystawę Abramović były m.in. Lady Gaga (nie wzięła udziału w performance z powodu zbyt długiej kolejki, jednak jej pojawienie się, nagłośnione na Twitterze, bardzo spopularyzowało wydarzenie), Björk, Lou Reed, Marisa Tomei, Isabella Rossellini, Rufus Wainwright oraz Sharon Stone. Naprzeciwko artystki usiadł także Ulay, jej dawny współpracownik i kochanek, z którym nie utrzymywała kontaktu od ponad 20 lat.
Jednocześnie w trakcie trwania The Artist Is Present na stronie internetowej MoMA można było obejrzeć transmisję na żywo z wystawy oraz galerię w serwisie Flickr, w której znalazły się zdjęcia wszystkich, którzy wymieniali spojrzenia z artystką, a także można było sprawdzić ile czasu z nią spędzili. W maju 2010 transmisja na żywo miała 800 tys. wejść, a galeria zdjęć – 600 tys.
Performance stał się głównym tematem filmu dokumentalnego Matthew Akersa pt. Marina Abramović: Artystka obecna (2012). Pippin Barr, duński programista, stworzył z kolei grę komputerową, odtwarzającą doświadczenie performance’u – długie oczekiwanie w kolejce, a następnie siedzenie naprzeciwko Mariny Abramović.